# 杨高路地道

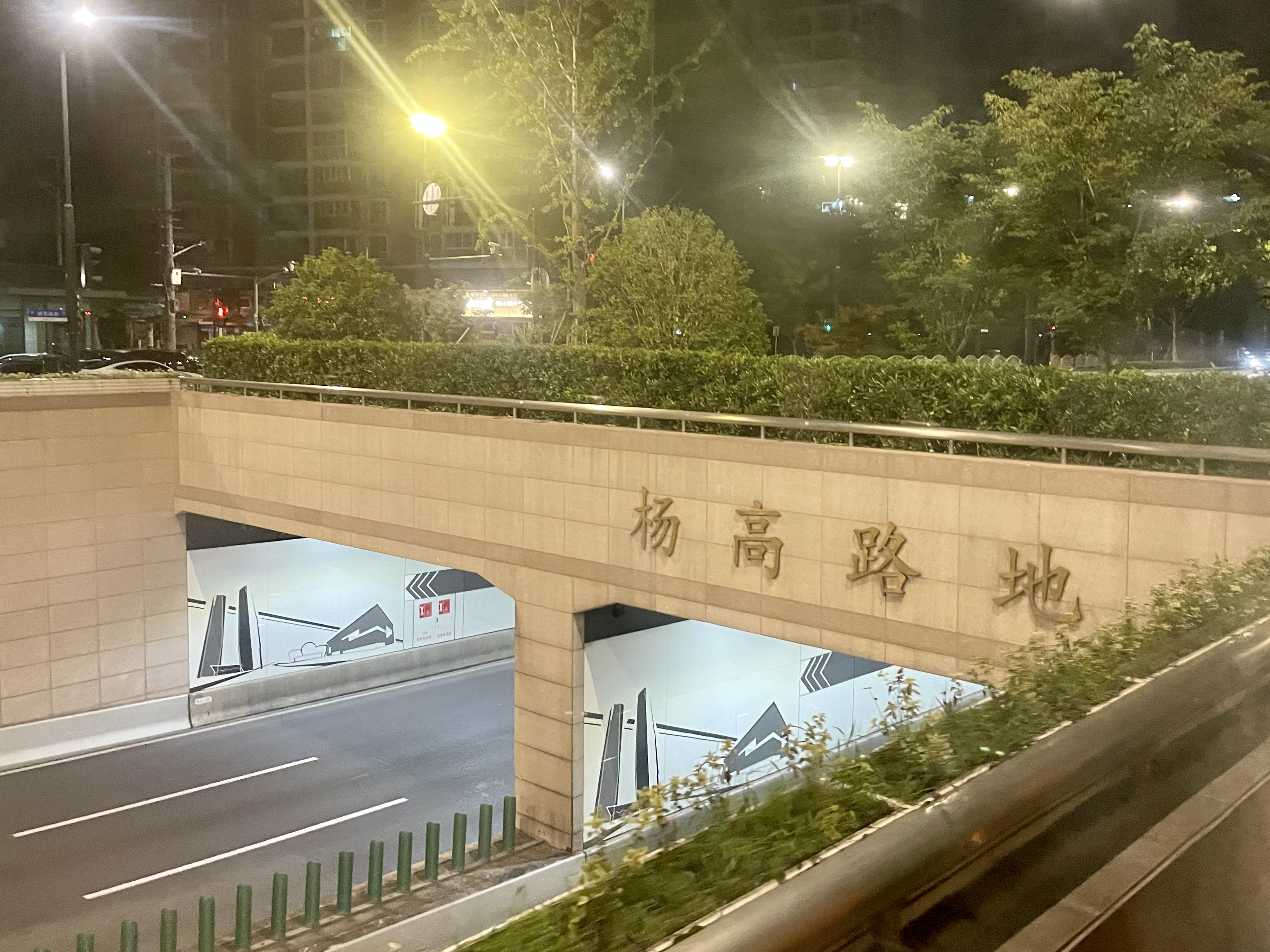
蓝村路附近的杨高路地道出入口

杨高路地道是上海市浦东新区的一条地面下立交，北起杨高中路世纪大道路口东侧，南至杨高南路跨浦建路桥北端接地处，中间设峨山路/花木路双向单侧匝道，全场1.975千米。
杨高路地道是杨高路改建工程的一部分，使内环高架路与杨高中路及杨高南路间的杨高路主线实现0-1个红绿灯的不间断通行。

## 工程历史
杨高路地道原址即存在杨高中/南路下穿世纪大道下立交，但第一代下立交南端出口为张家浜以北，主线车辆仍需通过峨山路/花木路及蓝村路两个路口。
杨高路地道（杨高南路（世纪大道-浦建路）改建工程）共分两个建设阶段，第一阶段自2016年6月25日至2017年3月15日，第二阶段自2017年3月16日至2018年9月28日，最终与第二阶段结束次日实现主线通车，2019年初峨山路/花木路双向单侧匝道通车。